# XII Venice Challenge Save Cup
La XII Venice Challenge Save Cup è stato un torneo di tennis facente parte della categoria ATP Challenger Tour nell'ambito dell'ATP Challenger Tour 2014. È stata la 1ª edizione della Venice Challenge Save Cup, si è giocata a Venezia nella località di Mestre dal 2 all'8 giugno 2014 su campi in terra rossa con un montepremi di 42 500 €+H.
Il torneo ha preso il posto della Save Cup, torneo femminile facente parte della categoria ITF Women's Circuit, di cui erano state disputate 11 edizioni fino al 2013. Questa prima edizione del torneo ha quindi preso il nome XII Venice Challenge Save Cup. Fino al 2001 si era disputato il Venice Challenger a Venezia, torneo Challenger maschile.

## Partecipanti singolare

### Teste di serie
| Nazionalità | Giocatore            | Ranking* | Testa di serie |
| ----------- | -------------------- | -------- | -------------- |
| Italia      | Paolo Lorenzi        | 88       | 1              |
| Spagna      | Daniel Gimeno Traver | 94       | 2              |
| Italia      | Filippo Volandri     | 99       | 3              |
| Tunisia     | Malek Jaziri         | 116      | 4              |
| Argentina   | Horacio Zeballos     | 122      | 5              |
| Uruguay     | Pablo Cuevas         | 136      | 6              |
| Argentina   | Facundo Bagnis       | 143      | 7              |
| Italia      | Marco Cecchinato     | 156      | 8              |

- Ranking al 2 maggio 2014.

### Altri partecipanti
Giocatori che hanno ricevuto una wild card:
- Marco Cecchinato
- Salvatore Caruso
- Stefano Travaglia
- Horacio Zeballos

Giocatori che sono passati dalle qualificazioni:
- Janez Semrajč
- Alessandro Giannessi
- Roberto Marcora
- Marco Trungelliti

## Partecipanti doppio

### Teste di serie
| Nazionalità | Giocatore          | Nazionalità | Giocatore        | Ranking* | Testa di serie |
| ----------- | ------------------ | ----------- | ---------------- | -------- | -------------- |
| Uruguay     | Pablo Cuevas       | Argentina   | Horacio Zeballos | 80       | 1              |
| Italia      | Daniele Bracciali  | Italia      | Potito Starace   | 204      | 2              |
| Germania    | Dominik Meffert    | Germania    | Tim Pütz         | 236      | 3              |
| Colombia    | Nicolás Barrientos | Colombia    | Juan Carlos Spir | 251      | 4              |

- Ranking al 2 maggio 2014.

### Altri partecipanti
Coppie che hanno ricevuto una wild card:
- Andrea Basso /  Gianluca Mager
- Andrej Kračman /  Mario Radić
- Daniele Giorgini /  Matteo Volante

## Vincitori

### Singolare
Pablo Cuevas ha battuto in finale  Marco Cecchinato con il punteggio di 6–4, 4–6, 6–2

### Doppio
Pablo Cuevas /  Horacio Zeballos hanno battuto in finale  Daniele Bracciali /  Potito Starace con il punteggio di 6–4, 6–1